# Edward Mellanby
Edward Mellanby (8 de abril de 1884 – 30 de enero de 1955) descubrió la vitamina D y su importancia en la prevención del raquitismo en 1921.
Era aborigen de West Hartlepool, hijo de un propietario de astillero, fue educado en el Barnard Castle School y el Emmanuel College, Cambridge University, donde estudia fisiología.
Después de trabajar como estudiante de investigación desde 1905 hasta 1907, estudió medicina en el Hospital St. Thomas de Londres, y en 1913 se convirtió en médico. Se desempeñó como profesor en el "Colegio Real de Mujeres" en Londres desde 1913 hasta 1920, tiempo durante el cual se le pidió investigase la causa del raquitismo; descubriendo que alimentar a los perros enjaulados con una dieta de gachas de raquitismo inducidos, lo que podría ser curada con aceite de hígado de bacalao y concluyó que el raquitismo era causado por un factor dietético. Más tarde se descubrió que la verdadera causa del raquitismo es la falta de vitamina D debido a la falta de luz solar que se puede prevenir o remediar por la ingestión de alimentos ricos en vitamina D.
En 1920 fue nombrado profesor de farmacología en la Universidad de Sheffield, y médico consultor en el Hospital Real de esa ciudad. Luego se desempeñó como secretario del Consejo de Investigación Médica (Reino Unido) de 1933 a 1949. Fue elegido miembro de la Royal Society en 1925. 
Fue nombrado caballero comendador de la Orden del Baño en 1937 y caballero gran cruz de la Orden del Imperio Británico en 1948.
Las publicaciones incluyeron Nutrición y enfermedades - interacción de Clínica y Experimental de trabajo(Edimburgo y Londres: Oliver y Boyd, 1934). En la obra, escribe extensamente sobre deficiencias de vitaminas . Realizó su Harveian Oration al Real Colegio de Médicos en 1938.
Se había casado con May Tweedy, en 1914.

## Publicaciones enBritish Medical Journal
The relation of Diet to Death and Disease; Some new investigations BMJ12 de abril de 1930 p. 354